# Marie Robertson
Marie Charlotte Robertson (Sunne, 14 aprile 1977) è un'attrice svedese.

## Filmografia parziale

### Cinema
- Rallybrudar, regia di Lena Koppel (2008)

### Televisione
- Rederiet - serie TV, 87 episodi (1998-2002)
- Real Humans (Äkta människor) - serie TV, 19 episodi (2012-2014)
- Beck - serie TV, un episodio (2015)

## Riconoscimenti
- 2009 - Guldbagge
  - Candidatura a miglior attrice non protagonista per Rallybrudar[1]